# Ernst Wille (Maler)
Ernst Wille (* 28. September 1916 in Werne, Westfalen; † 2. April 2005 in Köln) war ein deutscher Maler.

## Leben

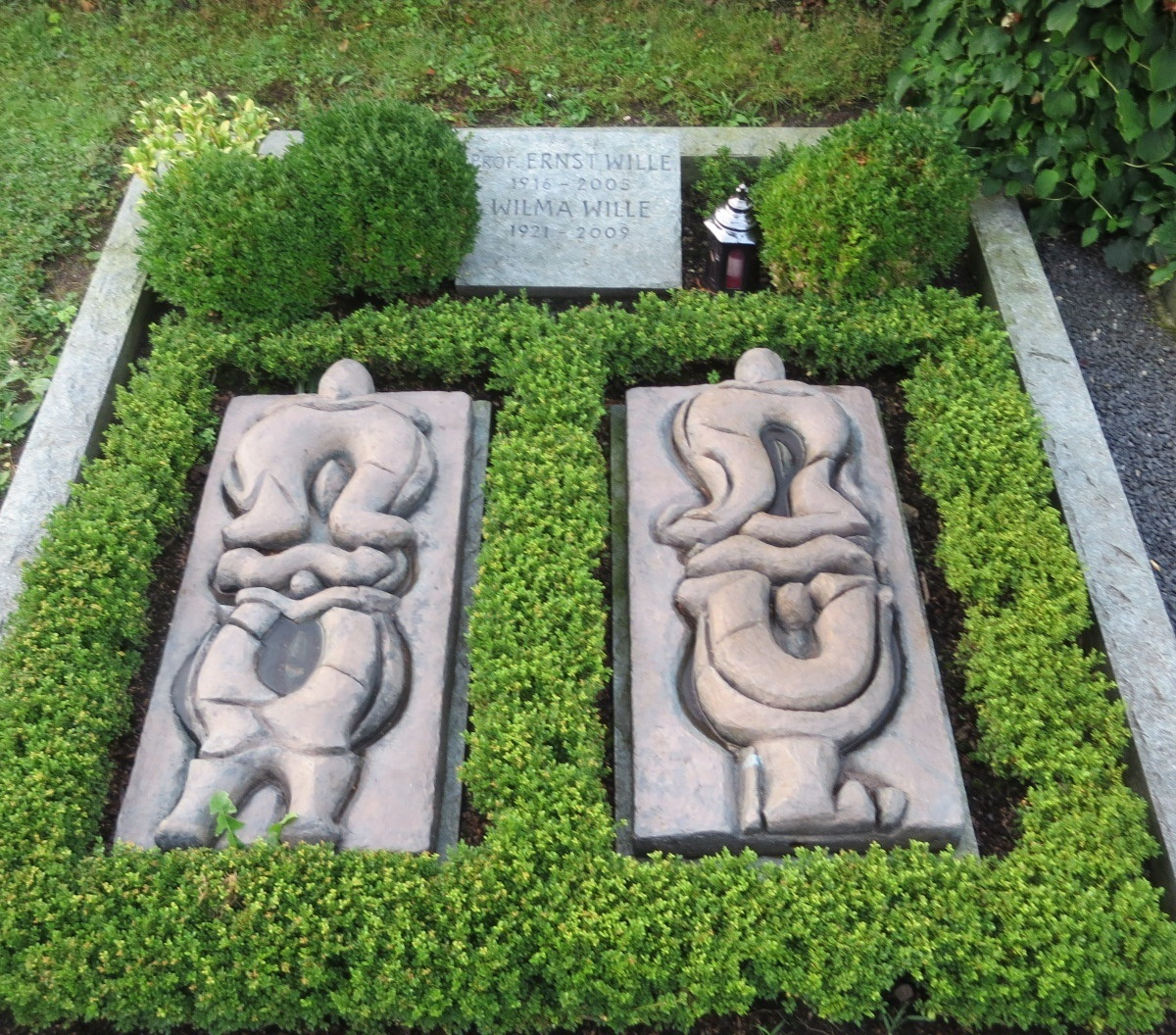
Grab auf dem Friedhof Deutz

Auf das Drängen seines Vaters musste er in Waldbröl eine Anstreicherlehre absolvieren, bevor er 1936 ein Stipendium für die Kölner Werkschulen erhielt und dort bis 1940 studierte. Er besuchte u. a. die Bildhauerklasse von Wolfgang Wallner.
Wille fing früh mit dem Malen und Zeichnen an. Seine ersten Impulse erhielt er durch das Studium der Werke großer Maler wie Michelangelo oder Diego Rodríguez de Silva y Velázquez.
Er wurde als Professor an die Werkkunstschule Aachen berufen. Seit 1964 lebte er in Köln-Poll. Am 26. Mai 1997 wurde er mit dem Verdienstorden des Landes Nordrhein-Westfalen ausgezeichnet.
Seine Grabstätte befindet sich auf dem Deutzer Friedhof in Köln (Flur 35a Nrn. 23/24).

## Schüler

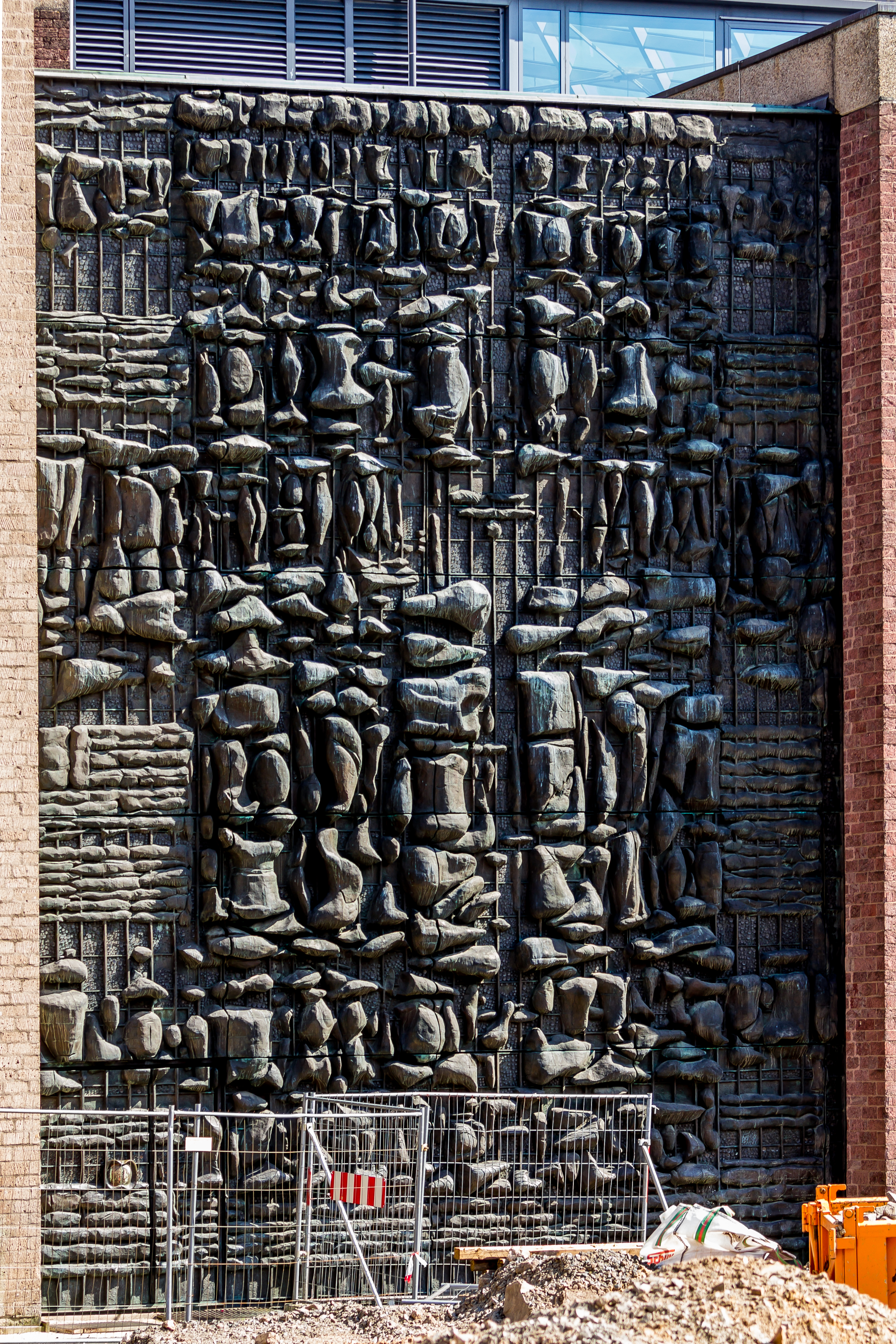
Kölner Wand am Historischen Rathaus der Stadt Köln

Zu seinen Schülern zählen u. a. Karen Schönborn, Ludwig Breuer, Rolf Göllnitz, Brigitte Leduc, Rudi Löhrer, Hermann Josef Mispelbaum, Oliver Henn, Monika Wienges, Udo Rickelhoff, Hajo Latzel, Heinz Holzbach, Harald Klein und Löhrer, Ernst Mack

## Bedeutende Werke
- 1944–1946 Wandbild Fort Niagara, USA (8 × 9 m)
- 1953 Hauszeichen der Universitäts-Augenklinik Köln, Joseph-Stelzmann-Straße
- 1954 Wandgestaltung Deutz-Kalker Bad,[2] Köln, heute Hotel Stadtpalais mit den Originalwerken unter Denkmalschutz
- 1955 Wandgestaltung Umspannwerk Deutz-Rheinpark, Köln
- 1955 Wandgestaltung Agrippabad, Köln
- 1961 Betonstruktur Volkshochschule Köln (2. Platz in einem Internationalen Wettbewerb)
- 1964–1965 Struktur der Betonfassade der vormaligen Kunsthalle Köln
- 1966–1971 Kölner Wand – teiltransparente Wandplastik als Bindeglied zur Erweiterung des Kölner Rathauses
- 1968 Außenwandgestaltung Neue Galerie – Sammlung Ludwig, Aachen
- 1971–1975 Mahnmal gegen Intoleranz, Gedenkstätte für den ermordeten Bürgermeister Franz Oppenhoff, Oppenhoffallee, AachenHauszeichen der Augenklinik der Universität Köln (1953)

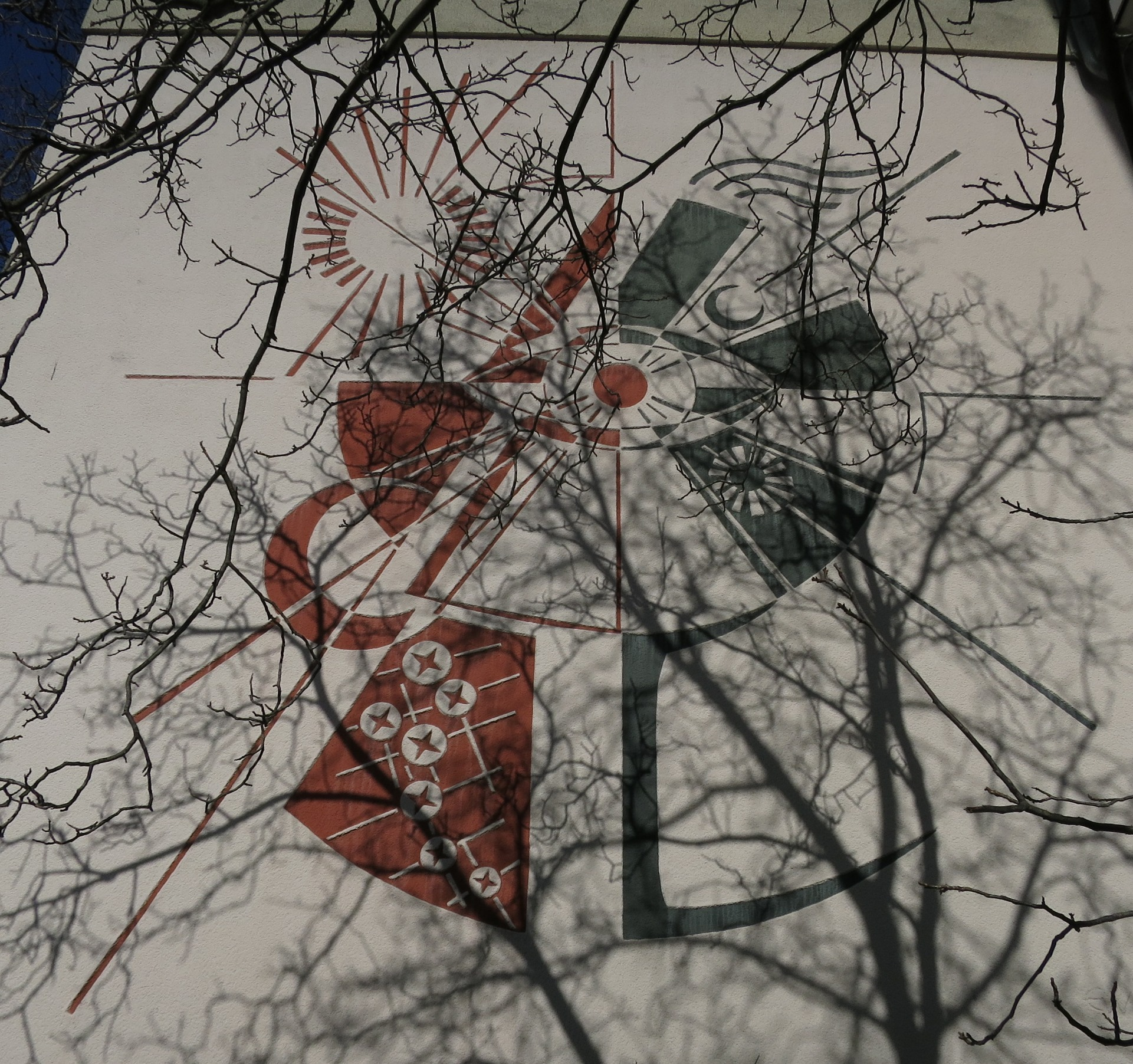
Hauszeichen der Augenklinik der Universität Köln (1953)

- 1988 Farben-Phänomene,  Rheinland Verlag
- 1994 Ernst Wille Werkverzeichnis 1926–93,  Rheinland Verlag
- 2003 Ernst Wille  Bilder zur Bibel, Wienand Verlag

## Bedeutende Bilder
- 1975 Aachener Blätter; Siebdruckreihe 48 Unikate
- 1975–1978 Großes Triptychon (Verkündigung, Geburt, Auferstehung, Beweinung)
- 1975–1980 Portrait und Romanportraitreihen Heinrich Böll
- 1982 Bilderserien Charakter und Zeitgeist der Farbe; zwölf Tafeln 150 × 150 cm mit 6 Einzelbildern
- 1983 Landschaften, Stadtbilder, Figuren, Köpfe (Zeichnungen)
- 1984 Siebdruckserie mit Farbklangnotation: Veröffentlichung Basler Blätter, Thema Paare Edition Lanz Basel mit Textblatt U. Bohnen
- 1983–1985 Große Bildserie Tage. Monate, Licht, Vegetation, Tiere, Luft, Menschen; 6 × 100 × 75 cm je Thema für Buchprojekt
- 1985 Portraitserie Mies van der Rohe für die Ausstellung seiner Werke im Rathaus Aachen und Weimar
- 1992 Großes Triptychon – Farbklang Konstruktion für Ausstellung Josef-Haubrich-Kunsthalle Köln für Ludwig van Beethoven, Missa solemnis
- 1993 Vorstellung Nordrhein-Westfalen-Trilogie- 6 Farbklangvariationen der Landesfarben; Gestaltung des Umschlages für eine dreibändige Ausgabe der Landeskunde NRW

## Ausstellungen (Auswahl)
- 1948 Erste Einzelausstellungen Köln und Wuppertal
- 1951 Jahresausstellung Kölner Künstler, Köln
- 1966 Einzelausstellung Suermondt-Ludwig-Museum; Aachen und im Kurfürstlichen Gärtnerhaus, Bonn
- 1975 Neue Sammlung Ludwig, (Atrium), Aachen
- 1976 Evangelische Kirche Wiedenest, Rathaus Alsdorf
- 1977 30 Jahre Rheinischer-Bergischer Künstlerkreis, Rathaus Bensberg
- 1980 Aachener Künstler Rathaus; Städtisches Museum Siegburg, IBK Aachen
- 1981 Suermondt-Ludwig-Museum, Aachen
- 1982 '75 Jahre Deutscher Werkbund – München, Artothek Köln
- 1983 Katholische Akademie Schwerte; Worpswede; Galerie Ruchti Köln (Gruppenausstellung), Deutscher Werkbund Düsseldorf
- 1984 Galerie Ruchti, Köln; Bad Homburg vor der Höhe; Art Basel; Kölnisches Stadtmuseum
- 1985 Art Basel; KunstKöln; Josef-Haubrich-Kunsthalle Köln; Schloss Homburg, (Museum des Oberbergischen Kreises) und Oberbergischer Kunstverein Gummersbach
- 1986 Art Basel; Katschhof, Aachen; Galerie Glöckner, Köln, Stadt Waldbröl zum 70. Geburtstag
- 1987 Galerie Glöckner, Maternushaus Köln; Galerie Friedrich-Ebert-Stiftung, Bad Godesberg
- 1991 Galerie Signe, Heerlen (Niederlande); Aachen, Ausstellungsbeteiligung Trans Art Exhibitions Kreishaus Köln; KölnKunst Josef-Haubrich-Kunsthalle Köln, B.B.K. Köln; Galerie Henn, Maastricht (Niederlande)
- 1994 Ausstellungsbeteiligung B.B.K.Köln
- 1995 Rheinisches Landesmuseum Bonn; Thermenmuseum Heerlen (Niederlande)
- 1996 Suermondt-Ludwig-Museum, Aachen; Josef-Haubrich-Kunsthalle, Köln; Käthe-Kollwitz Museum Köln; Schloss Homburg; Thermenmuseum Heerlen (Niederlande)
- 1997 Rheinisches Landesmuseum Bonn
- 2000 Sparkasse Aachen; Europäischer Kunsthof Vicht, Stolberg; Galerie Perplies, Aachen
- 2002 Kunstzentrum Eupen (Belgien); Galerie Rösinger; Tretjakow-Galerie und Haus der Freundschaft Moskau
- 2004 Hommage zum 88. Geburtstag – Kunstkabinett, Hespert (Reichshof)
- 2006 Galerie Golkar, Köln.
- 2006 The OMC Gallery, Huntington Beach, CA, USA
- 2009 Ausstellung Europäischer Kunsthof Vicht, Stolberg
- 2010 The OMC Gallery, Huntington Beach, CA, USA
- 2013 und 2014 Jahreszeiten Ausstellung Johann Lafers Stromburg, Stromberg
- 2015 The OMC Gallery, Huntington Beach, CA, USA[3]

## Belege
1. ↑  Verdienstordenträgerinnen und -träger seit 1986. Staatskanzlei des Landes Nordrhein-Westfalen, archiviert vom Original (nicht mehr online verfügbar) am 18. Februar 2017; abgerufen am 11. März 2017.
2. ↑  Köln – Deutz: Günnewig Hotel Stadtpalais Haupteingang Fassade links Deutz-Kalker Str. (50679 Deutz) (Memento vom 24. September 2018 im Internet Archive)
3. ↑  Ox and other Essential Signs, Ausstellung Ernst Wille auf theomcgallery.com

| Personendaten    | Personendaten      |
| ---------------- | ------------------ |
| NAME             | Wille, Ernst       |
| KURZBESCHREIBUNG | deutscher Maler    |
| GEBURTSDATUM     | 28. September 1916 |
| GEBURTSORT       | Werne              |
| STERBEDATUM      | 2. April 2005      |
| STERBEORT        | Köln               |